# ケレシュナジハルシャーニ - ヴェーステー - ジョマ線
ケレシュナジハルシャーニ - ヴェーステー - ジョマ線（ハンガリー語;Körösnagyharsány–Vésztő–Gyoma-vasútvonal）は、ハンガリー国鉄の鉄道線の名称である。路線番号は127。列車が運行しているのは、ジョマ - ヴェーステー間のみ。かつては、国境を越え、ルーマニアのオラデアまで延びる路線であった。

## 運行形態[1]
一日7往復、2-4時間に1本の運行。
2018年春までは、一日1往復（夏季は運休）、デーヴァヴァーニャ - セグハロム - ピュシュペクラダーニ間の列車が運行され、セグハロム以東は128号線に直通していた。

## 駅一覧
以下では、ハンガリー国鉄127号線の駅と営業キロ、停車列車、接続路線などを一覧表で示す。なお、全て各駅停車である。ヴェーステー以東は休止している。
| 路線名 | 駅名                       | 駅間営業キロ | 累計営業キロ | 接続路線                                  | 所在地               | 所在地                     |
| ------ | -------------------------- | ------------ | ------------ | ----------------------------------------- | -------------------- | -------------------------- |
| 127    | ジョマ駅                   | -            | 0            | 120号線（ブラショフ方面、ブダペスト方面） | ベーケーシュ県       | ジョマエンドレード郡       |
| 127    | デーヴァヴァーニャ駅       | 18           | 18           |                                           | ベーケーシュ県       | セグハロム郡               |
| 127    | ケレシュラダーニ駅         | 14           | 32           |                                           | ベーケーシュ県       | セグハロム郡               |
| 127    | セグハロム駅               | 7            | 39           | 128号線（ピュシュペクラダーニ方面）       | ベーケーシュ県       | セグハロム郡               |
| 127    | ヴェーステー駅             | 13           | 52           | 128号線（ベーケーシュチャバ方面）         | ベーケーシュ県       | セグハロム郡               |
| 127    | コートプスタ駅             | 6            | 58           |                                           | ベーケーシュ県       | セグハロム郡               |
| 127    | ケレシューイファル駅       | 5            | 63           |                                           | ベーケーシュ県       | セグハロム郡               |
| 127    | ドバイプスタ駅             | 5            | 68           |                                           | ハイドゥー・ビハル県 | ベレッチョーウーイファル郡 |
| 127    | コマーディ駅               | 3            | 71           |                                           | ハイドゥー・ビハル県 | ベレッチョーウーイファル郡 |
| 127    | ナジトーティプスタ駅       | 4            | 75           |                                           | ハイドゥー・ビハル県 | ベレッチョーウーイファル郡 |
| 127    | ケレシュサカール駅         | 6            | 81           |                                           | ハイドゥー・ビハル県 | ベレッチョーウーイファル郡 |
| 127    | ケレシュナジハルシャーニ駅 | 3            | 84           |                                           | ベーケーシュ県       | シャルカド郡               |